# Калаус
Калаус (на руски: Калаус) е река в Ставрополски край на Русия, едновременно лява съставяща на Западен Манич (ляв приток на Дон) и дясна съставяща на Източен Манич (ляв приток на Кума, от басейна на Каспийско море. Дължина 436 km. Площ на водосборния басейн 9700 km².
Река Калаус води началото си от южните склонове на Султанските височини в южната част на Ставрополското възвишение, в центърът на село Верхни Калаус, на 442 m н.в. В горното и средно течение тече на север през Ставрополското възвишение, а в долното – в източна посока през Кумо-Маничката падина. Коритото ѝ е с ширина 40 – 50 m, а дълбочината достига до 1,5 m. В Ставрополското възвишение долината ѝ е тясна (500 – 1000 m) и дълбока, със стръмни брегове с височина до 15 m. В Кумо-Маничката падина долината ѝ значително се разширява и реката силно меандрира в нея. В устието си, на 27 m н.в. река Калаус се разделя на два ръкава – западен и източен (т.н. бифуркация), които дават началото съответно на реките Западен Манич от басейна на Азовско море и Източен Манич от басейна на Каспийско море. Към момента бифуркацията на Калаус е „удавена“ от „опашката“ на Чограйското водохранилище, изградено на река Източен Манич. Основни притоци: леви – Болшой Янкул (78 km), Грачовка (48 km), Кугутка (22 km); десни – Барханчак (27 km), Айгурка (137 km). Река Калаус има смесено подхранване с преобладаване на снежното и дъждовното с ясно изразено пролетно пълноводие в края на март и началото на април когато повишава нивото си с 2,5 – 2,6 m. Заледява се през 1-вата половина на декември, а се размразява в средата на март. Голяма част от водите ѝ се използват за напояване. По бреговете на реката са разположени няколко десетки населени места, в т.ч. градовете Светлоград и Ипатово в Ставрополски край.